# إخرضيضن (إضمين)
إخرضيضن هي إحدى مشيخات المملكة المغربية، تتبع جغرافيا لعمالة أكادير إدا وتنان وإداريًا لإضمين. يقدر عدد سكانها بـ 1581 نسمة حسب الإحصاء الرسمي للسكان والسكنى لسنة 2004.